# Daniel Labaronne
Pour les articles homonymes, voir Labaronne.
Daniel Labaronne, né le 16 juillet 1955 à Paris, est un homme politique français.
Économiste, il est maire de la commune de Bléré de 2014 à 2017. Membre de La République en marche, il est élu député dans la deuxième circonscription d'Indre-et-Loire lors des élections législatives françaises de 2017, puis réélu en 2022 et en 2024.

## Biographie

### Famille et études
Titulaire d'un doctorat en économie de l'université François-Rabelais (1988), Daniel Labaronne est issu d'une famille d'agriculteurs.

### Carrière professionnelle
Il est maître de conférences en économie à l'université de Bordeaux et consultant sur les questions économiques pour les entreprises. Ses thèmes de recherche portent sur la gouvernance publique, le gouvernement d’entreprises publiques, la responsabilité sociale des entreprises et des banques publiques, et la privatisation des entreprises publiques industrielles. Il publie en 2014 une tribune dans le quotidien Le Monde sur le clanisme du capitalisme tunisien.

### Parcours politique
Après une défaite à l'élection municipale de Courçay en 2008, il est élu maire de Bléré en 2014. Il reverse chaque mois une partie de ses indemnités d'élu au Centre communal d'action sociale.
Il essuie une défaite aux élections départementales de 2015. Il a auparavant occupé diverses fonctions dans la vie politique locale, comme celle de conseiller municipal de la ville de Tours au milieu des années 1980, dans l'opposition de gauche au maire Jean Royer.
Il est présent lors du lancement du mouvement En Marche en juillet 2016 à Paris, soutenant la candidature d'Emmanuel Macron à la présidence de la République.
Il remporte l'élection législatives de 2017 sous l'étiquette La République en Marche, opposé au second tour à la députée Les Républicains sortante Claude Greff.

### Mandat de député
Membre de la commission des finances, il est rapporteur spécial de la mission budgétaire Conseil et contrôle de l’État et représente l'Assemblée nationale au sein du comité consultatif du secteur financier.
Après avoir retiré un amendement en 2017 contre l’engagement du gouvernement d’étudier un changement de la doctrine fiscale concernant les entreprises de logistique, il travaille sur le sujet avec quelques élus LREM et MoDem, Bercy et les représentants des collectivités locales : à l'issue de cette négociation, quatre amendements sont adoptés en novembre 2018. Daniel Labaronne indique avoir « reçu une lettre de remerciement du Medef ».
Il se mobilise fin 2018-début 2019 pour la reconnaissance du Grand Est Touraine comme Territoire d'industrie.
Il est nommé en mars 2019 député en mission par le Premier ministre pour formuler des propositions en faveur des territoires ruraux. Son rapport de mission (co-écrit) Ruralités, une ambition à partager. 200 propositions pour un Agenda rural est remis à Jacqueline Gourault le 26 juillet 2019. Le plan d'action gouvernemental pour les territoires ruraux (Agenda rural) présenté par le Premier ministre le 20 septembre 2019 reprend 173 des 200 propositions du rapport.
Le 1er octobre 2019, il est élu vice-président de la commission des Finances. Il est nommé au poste de coordinateur ("whip") du groupe LREM de la commission, après la démission d'Émilie Cariou, en juin 2020.
Lors des débats autour de la proposition de loi relative à la lutte contre la maltraitance animale en 2021, il se distingue par son opposition à l’interdiction des cétacés – dauphins et orques – dans les parcs aquatiques, allant jusqu’à qualifier ses collègues rapporteurs du texte d’« extrémistes ».
Lors des législatives de 2022, il est réélu député en obtenant 54,71 % des voix au second tour face à Christelle Gobert, candidate de la NUPES.
Après sa réélection, il est identifié parmi « un noyau dur » d’une dizaine de députés « portés sur les questions économiques », sur lesquels Bruno Le Maire, ministre de l'Économie, compte s’appuyer. Ce dernier annonce en août 2022 la constitution d’une « task force » sur les dépenses publiques chapeautée par Daniel Labaronne, en collaboration avec son collègue Charles Sitzenstuhl.
Lui-même chasseur, il est président du groupe d’étude Chasse et pêche à l’Assemblée nationale.

### Controverse
En 2022, Daniel Labaronne apporte son soutien au projet Da Vinci Labs, un incubateur de startups de 1 250 m2 (4 000 m2 sur trois étages) destiné à la recherche en intelligence artificielle, mécanique quantique et leurs applications environnementales. Ce projet serait selon Le Canard enchaîné à l'origine du limogeage par Gérald Darmanin de la préfète d'Indre-et-Loire, Marie Lajus, qui aurait émis des réserves sur le projet. Daniel Labaronne dément avoir influencé le limogeage de Marie Lajus, indiquant notamment que le dossier n'avait pas encore été déposé pour validation. D'autres médias pointent du doigt le sectarisme politique de Marie Lajus comme raison principale de son éviction. Gérald Darmanin confirme que le départ de Marie Lajus « n’a rien à voir avec un projet immobilier »,.

## Synthèse des résultats électoraux

### Élections législatives
| Année | Parti | Parti      | Circonscription        | 1er tour | 1er tour | 1er tour | 2d tour                         | 2d tour                         | 2d tour |
| Année | Parti | Parti      | Circonscription        | Voix     | %        | Rang     | Voix                            | %                               | Issue   |
| ----- | ----- | ---------- | ---------------------- | -------- | -------- | -------- | ------------------------------- | ------------------------------- | ------- |
| 1986  |       | MRG (PS)   | Indre-et-Loire         | 82 013   | 37,73    | 2e       | Scrutin proportionnel à un tour | Scrutin proportionnel à un tour | Non élu |
| 2017  |       | LREM       | 2e de l’Indre-et-Loire | 17 087   | 37,42    | 1er      | 20 191                          | 56,86                           | Élu     |
| 2022  |       | LREM (ENS) | 2e de l’Indre-et-Loire | 15 187   | 32,40    | 1er      | 22 663                          | 54,71                           | Élu     |
| 2024  |       | RE (ENS)   | 2e de l’Indre-et-Loire | 20 801   | 32,58    | 2e       | 37 343                          | 59,99                           | Élu     |

## Ouvrages
- La Transition de l'économie roumaine vers l'économie de marché, en co-signature avec G. Zaman, Éditions Expert, Bucarest, 1995, 194 pages.
- Économie générale, t. 1, Éditions du Seuil, collection "Mémo", Paris, 1998, 95 pages. Économie générale, t. 2, Éditions du Seuil, collection "Mémo", Paris, 1998, 95 pages.
- Macroéconomie, t. 3 : Croissance, cycles et fluctuations, Éditions du Seuil, collection "Mémo", Paris, 1999, 65 pages.
- Macroéconomie, t. 2 : Équilibres, Éditions du Seuil, collection "Mémo", Paris, 1999, 95 pages.
- Macroéconomie, t. 1 : Les Fonctions économiques, Éditions du Seuil, collection "Mémo", Paris, 1999, 65 pages.
- Les Privatisations à l'Est, Éditions Management et Société, Caen, 1999, 128 pages.
- La nouvelle comptabilité nationale, Éditions du Seuil, collection "Points-Économie", Paris, 2001, 190 pages.